# Gletscherzunge

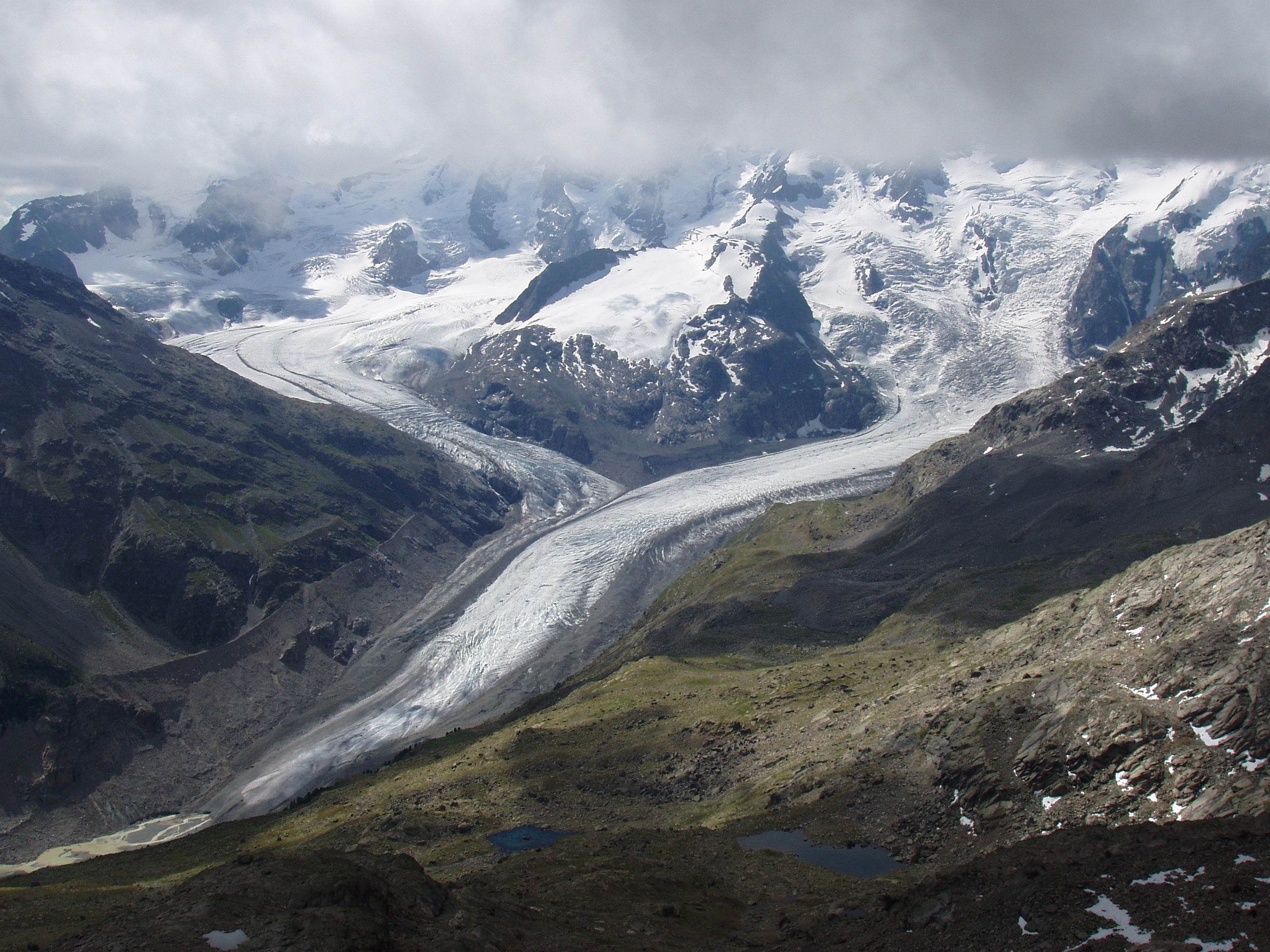
Die Zunge von Morteratsch- und Persgletscher

Die Gletscherzunge (Lat. Lobus) ist der – oft zungenförmige – untere Teil eines Gletschers.

## Glazialmorphologie der Gletscherzungen

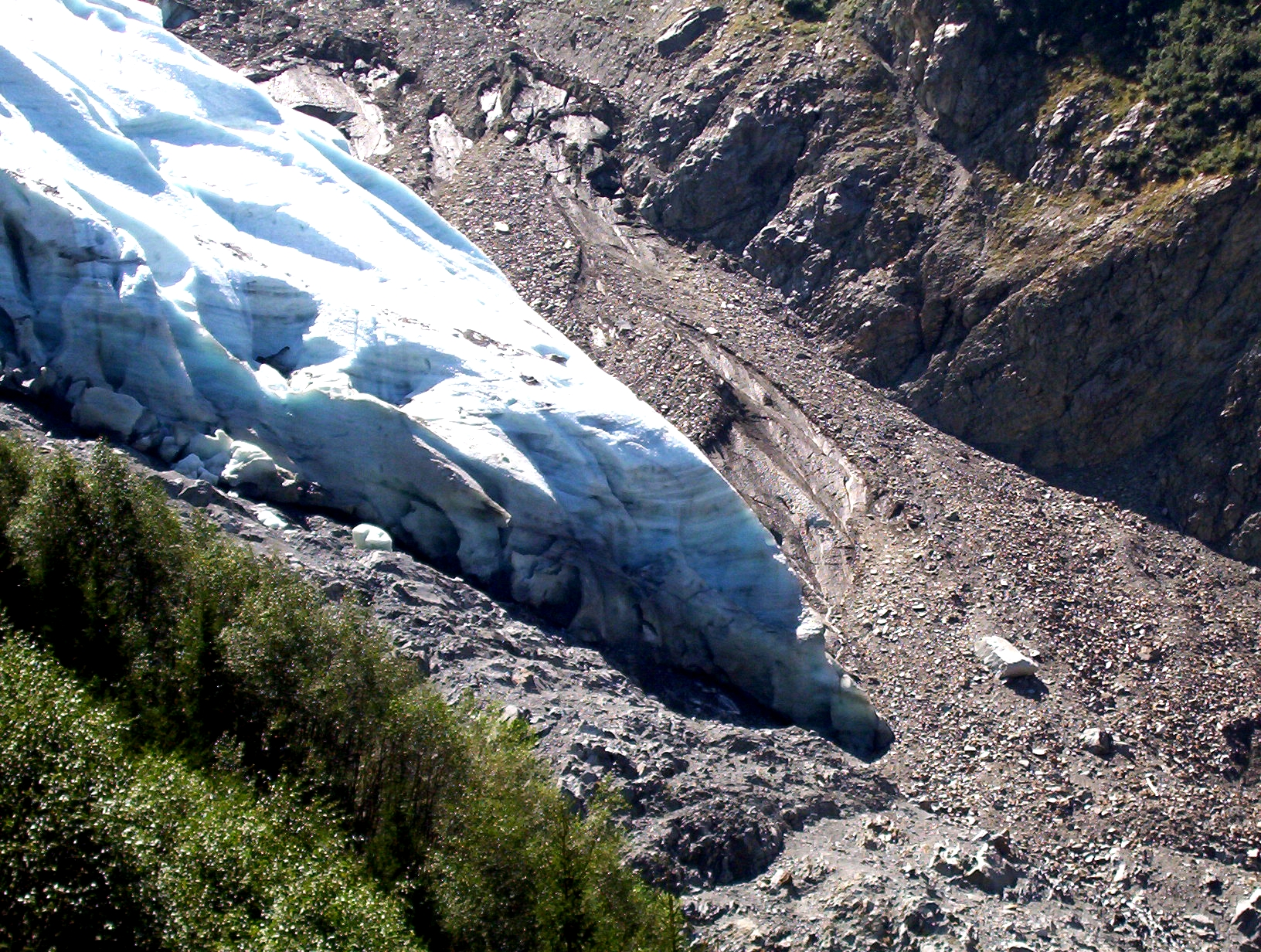
Gletscherzunge aus blankem Eis mit relativ scharfen Konturen – der Glacier des Bossons bei Chamonix-Mont-Blanc (2003)

Oft ist die Gletscherzunge von radialen Gletscherspalten durchzogen. Am Ende bildet sie die Zone, an der das Eis schmilzt. Dieses bricht oft abrupt ab und heißt dann Gletscherbruch – diese Form kann aber auch dort mitten im Zungenverlauf auftreten, wo der Gletscher eine Steilstufe überwindet, und an der Oberfläche zerbricht.
Die Gletscherzunge muss nicht blankes Eis sein, sie kann bei viel eingelagertem Geröll und Abschmelzen von der Oberfläche auch teilweise oder gänzlich von einer Blockhalde bedeckt sein, dann spricht man von Blockgletscher.
Sich zurückziehende Gletscher hinterlassen an den Stellen ihrer weitesten Ausbreitung Endmoränen – mehr oder weniger sichelförmige Hügel, die vor der Gletscherzunge gebildet wurden. Die Seitenlinie der Gletscherzunge markiert die Randmoräne. Weitere Überreste ehemaliger Gletscher sind neben verschiedenen anderen Arten von Moränen auch andere Ablagerungs- und Erosionsformen wie beispielsweise Gletscherschliffe, Trogtäler oder Findlinge. Brocken von Eis, die ein Gletscher beim Zurückziehen hinterlässt, können nach dem Schmelzen so genannte Toteislöcher bilden – kleine Seen, die sich später mit tonigem Sediment füllen.

## Zungenformen der Gletschertypen

### Berggletscher

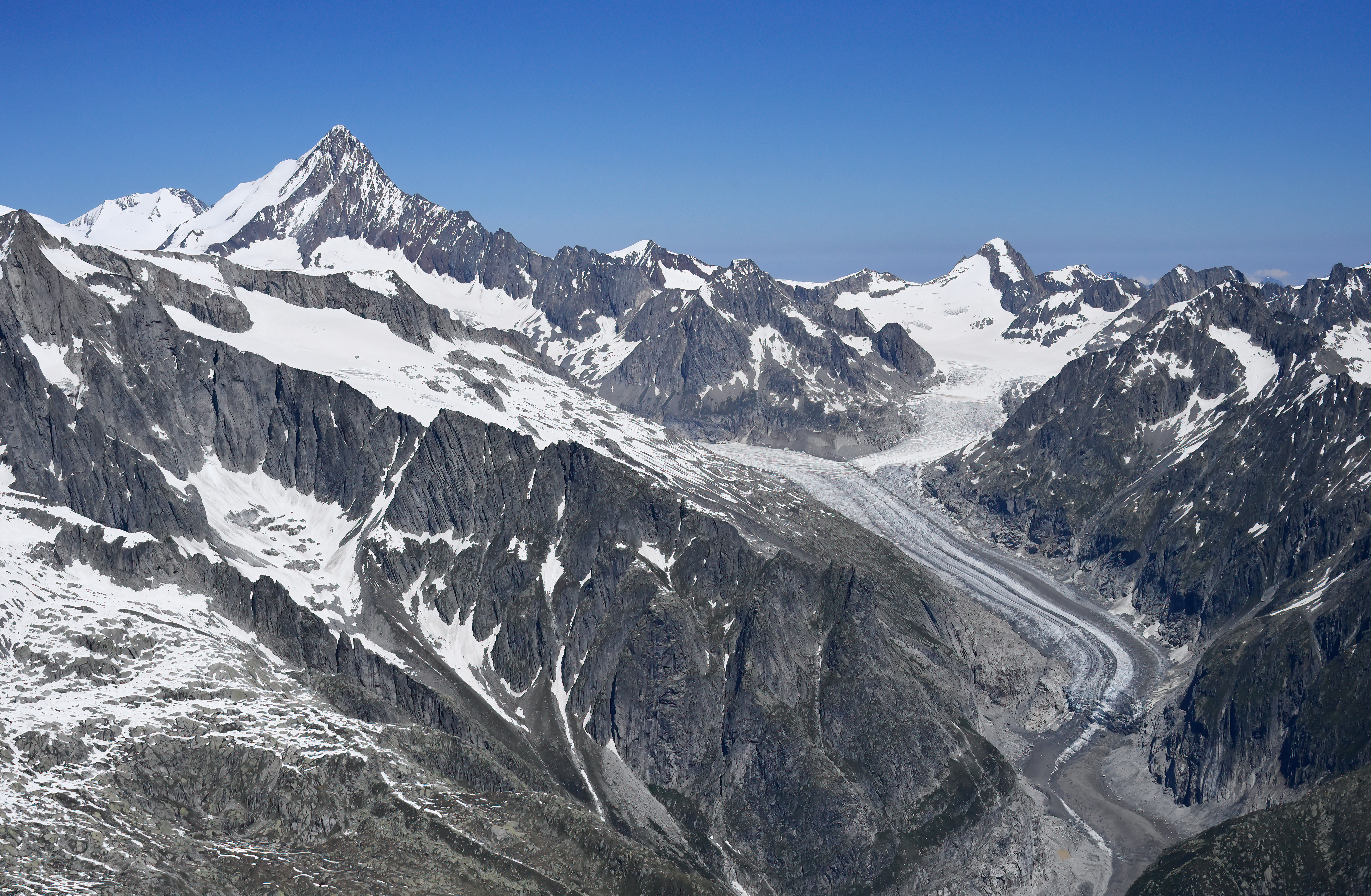
Die Gletscherzunge des Fieschergletschers

Die Gletscherzunge ist auch der Ort des Gletschers, an welchem der durch Gletschermilch getrübte Schmelzwasserbach unter dem Gletscher hervortritt. Oftmals bildet sich dabei ein Gletschertor, aus dem das Wasser austritt. Vor der Gletscherzunge liegt der Sander. Dort lagert sich das vom Gletscher abgetragene Material in einer Ebene ab.

### Vorlandgletscher
Im flachen Vorlandgletscher bilden die Gletscherzungen die eigentlichen Teilkörper des Gletschers. Hier spricht man auch von Lobe oder Lobus (‚Lappen‘). Da der Gletscher nicht mehr in eine Talung eingezwängt ist, geht er in Form flacher – von oben – rundlicher Lappen in die Breite.

### Meergletscher

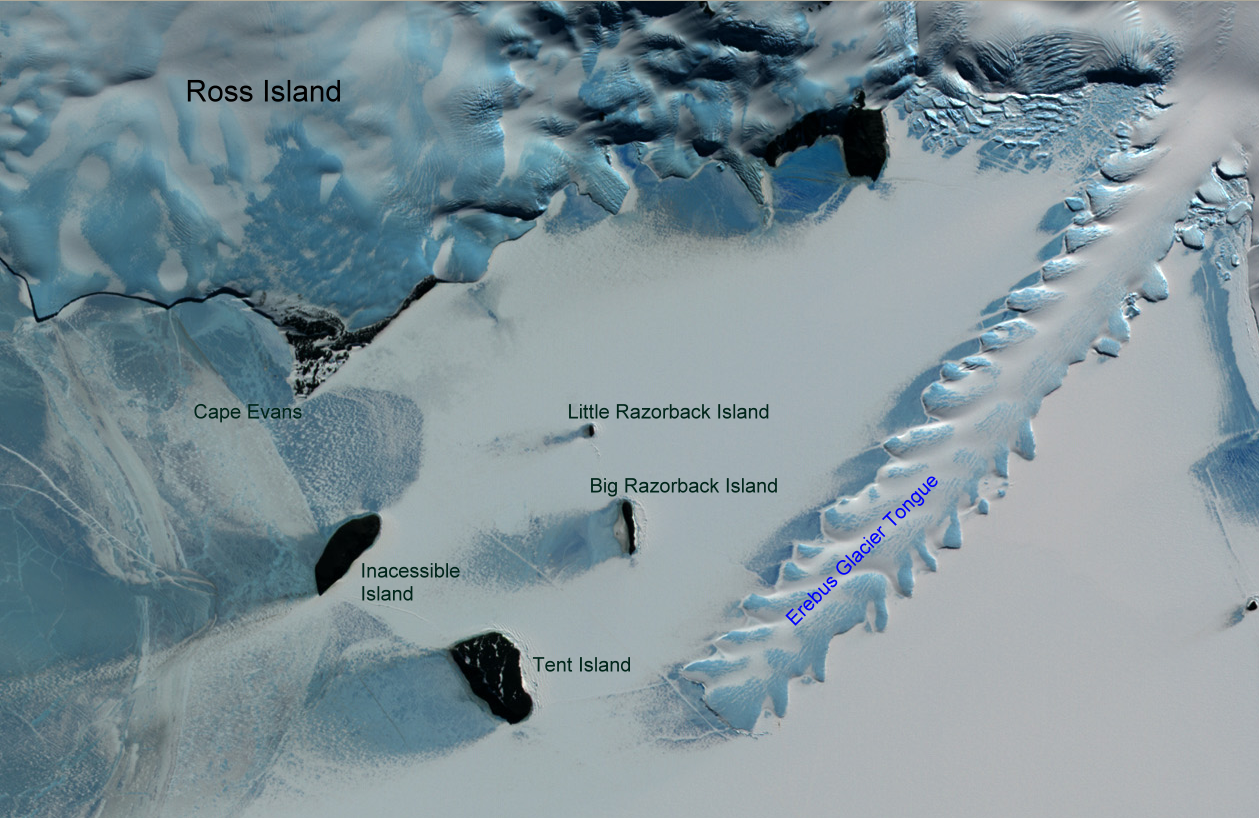
Die antarktische Erebus-Gletscherzunge im McMurdo-Sund vor der Ross-Insel ist die Verlängerung des Erebus-Gletschers

Wenn das Ende eines Gletschers auf dem Meer liegt, lösen sich Blöcke von Eis ab und schwimmen als Eisberge davon – der Gletscher kalbt. Falls darin noch Gesteine festgefroren sind, fallen diese beim Schmelzen des Eisbergs als Dropstones zum Meeresboden.